# Tak
Tak eller hjortetak, rensdyrtak o.a. er et naturmateriale, der anvendes ved smykkefremstilling og inden for kunsthåndværk, og i tidligere historiske perioder, f.eks. stenalderen. I flertal er takker det samme som gevir, der er det todelte kampvåben af knoglevæv, som vokser ud fra panden på hannerne hos flere hjortearter.